# Interlands Wit-Russisch voetbalelftal 2020-2029
Deze pagina toont een chronologisch en gedetailleerd overzicht van de interlands die het Wit-Russisch voetbalelftal speelt en heeft gespeeld in de periode 2020 – 2029.

## Interlands

### 2020
|                                                                          |             |                        |             |                                                                                                   |
| 23 februari Vriendschappelijk № 238 «onderlinge duels» 17:00 uur (UTC+4) | Oezbekistan | 0 – 1                  | Wit-Rusland | Al Hamriya Sports Clubstadion, Sharjah Toeschouwers: 50 Scheidsrechter: Omar Mohamed Al-Ali (UAE) |
| 23 februari Vriendschappelijk № 238 «onderlinge duels» 17:00 uur (UTC+4) |             | 26' Pavel Njachajtsjyk |             | Al Hamriya Sports Clubstadion, Sharjah Toeschouwers: 50 Scheidsrechter: Omar Mohamed Al-Ali (UAE) |

|                                                                          |           |                        |             | |
| 26 februari Vriendschappelijk № 239 «onderlinge duels» 17:00 uur (UTC+2) | Bulgarije | 0 – 1                  | Wit-Rusland | Vasil Levski Nationaal Stadion, Sofia Toeschouwers: 250 Scheidsrechter: Trustin Farrugia Cann (MLT) |
| 26 februari Vriendschappelijk № 239 «onderlinge duels» 17:00 uur (UTC+2) |           | 42' Dzmitry Padstrelaw |             | Vasil Levski Nationaal Stadion, Sofia Toeschouwers: 250 Scheidsrechter: Trustin Farrugia Cann (MLT) |

|                                                                                     |             |                                     |         |                                                                                |
| 4 september UEFA Nations League Groep C4 № 240 «onderlinge duels» 21:45 uur (UTC+3) | Wit-Rusland | 0 – 2                               | Albanië | Dinamostadion, Minsk Toeschouwers: 0 Scheidsrechter: Kristoffer Karlsson (SWE) |
| 4 september UEFA Nations League Groep C4 № 240 «onderlinge duels» 21:45 uur (UTC+3) |             | 23' Sokol Cikalleshi 78' Keidi Bare |         | Dinamostadion, Minsk Toeschouwers: 0 Scheidsrechter: Kristoffer Karlsson (SWE) |

|                                                                                     |                   |       |                                             |                                                                                  |
| 7 september UEFA Nations League Groep C4 № 241 «onderlinge duels» 20:00 uur (UTC+6) | Kazachstan        | 1 – 2 | Wit-Rusland                                 | Centraalstadion, Almaty Toeschouwers: 0 Scheidsrechter: Giorgi Kroeasjvili (GEO) |
| 7 september UEFA Nations League Groep C4 № 241 «onderlinge duels» 20:00 uur (UTC+6) | Abat Ajmbetov 62' |       | 53' Maksim Bardatsjow 86' Vital Lisakovitsj | Centraalstadion, Almaty Toeschouwers: 0 Scheidsrechter: Giorgi Kroeasjvili (GEO) |

|                                                                               |                               |       |             |                                                                                     |
| 8 oktober EK-kwalificatie Play-off № 242 «onderlinge duels» 20:00 uur (UTC+4) | Georgië                       | 1 – 0 | Wit-Rusland | Boris Paitsjadzestadion, Tbilisi Toeschouwers: 0 Scheidsrechter: Cüneyt Çakır (TUR) |
| 8 oktober EK-kwalificatie Play-off № 242 «onderlinge duels» 20:00 uur (UTC+4) | Tornike Okriasjvili 7' (pen.) |       |             | Boris Paitsjadzestadion, Tbilisi Toeschouwers: 0 Scheidsrechter: Cüneyt Çakır (TUR) |

|                                                                                    |                                            |       |                                                |                                                                                |
| 11 oktober UEFA Nations League Groep C4 № 243 «onderlinge duels» 19:00 uur (UTC+3) | Litouwen                                   | 2 – 2 | Wit-Rusland                                    | LFF-stadion, Vilnius Toeschouwers: 963 Scheidsrechter: Julian Weinberger (AUT) |
| 11 oktober UEFA Nations League Groep C4 № 243 «onderlinge duels» 19:00 uur (UTC+3) | Arvydas Novikovas 7' Karolis Laukžemis 75' |       | 59' Vital Lisakovitsj 66' Aljaksandr Satsjywka | LFF-stadion, Vilnius Toeschouwers: 963 Scheidsrechter: Julian Weinberger (AUT) |

|                                                                                    |                                               |       |            |                                                                                   |
| 14 oktober UEFA Nations League Groep C4 № 244 «onderlinge duels» 21:45 uur (UTC+3) | Wit-Rusland                                   | 2 – 0 | Kazachstan | Dinamostadion, Minsk Toeschouwers: 2.047 Scheidsrechter: Aleksandar Stavrev (MKD) |
| 14 oktober UEFA Nations League Groep C4 № 244 «onderlinge duels» 21:45 uur (UTC+3) | Jevhen Jablonski 36' Raman Joezaptsjoek 90+3' |       |            | Dinamostadion, Minsk Toeschouwers: 2.047 Scheidsrechter: Aleksandar Stavrev (MKD) |

|                                                                          | |       |                                                               |                                                                                 |
| 11 november Vriendschappelijk № 245 «onderlinge duels» 19:00 uur (UTC+2) | Roemenië                                                                                              | 5 – 3 | Wit-Rusland                                                   | Ilie Oanăstadion, Ploiești Toeschouwers: 0 Scheidsrechter: Georgi Kabakov (BUL) |
| 11 november Vriendschappelijk № 245 «onderlinge duels» 19:00 uur (UTC+2) | Bogdan Mitrea 11' Răzvan Marin 20' (pen.) Ionuţ Nedelcearu 31' George Pușcaș 44' Ionuţ Nedelcearu 55' |       | 63' Joery Kendysj 80' Ivan Bachar 90+2' Oeladislaw Klimovitsj | Ilie Oanăstadion, Ploiești Toeschouwers: 0 Scheidsrechter: Georgi Kabakov (BUL) |

|                                                                                     |                                   |       |          |                                                                               |
| 15 november UEFA Nations League Groep C4 № 246 «onderlinge duels» 20:00 uur (UTC+3) | Wit-Rusland                       | 2 – 0 | Litouwen | Dinamostadion, Minsk Toeschouwers: 1.985 Scheidsrechter: Chris Kavanagh (ENG) |
| 15 november UEFA Nations League Groep C4 № 246 «onderlinge duels» 20:00 uur (UTC+3) | Jevhen Jablonski 5' Max Ebong 20' |       |          | Dinamostadion, Minsk Toeschouwers: 1.985 Scheidsrechter: Chris Kavanagh (ENG) |

|                                                                                     |                                                                |       |                                  |                                                                                |
| 18 november UEFA Nations League Groep C4 № 247 «onderlinge duels» 15:00 uur (UTC+1) | Albanië                                                        | 3 – 2 | Wit-Rusland                      | Air Albaniastadion, Tirana Toeschouwers: 0 Scheidsrechter: Radu Petrescu (ROU) |
| 18 november UEFA Nations League Groep C4 № 247 «onderlinge duels» 15:00 uur (UTC+1) | Sokol Cikalleshi 20' Sokol Cikalleshi 27' (pen.) Rey Manaj 44' |       | 35' Maksim Skavisj 80' Max Ebong | Air Albaniastadion, Tirana Toeschouwers: 0 Scheidsrechter: Radu Petrescu (ROU) |

### 2021
|                                                                       |                    |       |                     |                                                                                    |
| 24 maart Vriendschappelijk № 248 «onderlinge duels» 20:00 uur (UTC+3) | Wit-Rusland        | 1 – 1 | Honduras            | Torpedostadion, Zjodzina Toeschouwers: 425 Scheidsrechter: Aleksej Matjoenin (RUS) |
| 24 maart Vriendschappelijk № 248 «onderlinge duels» 20:00 uur (UTC+3) | Pavel Savitski 22' |       | 45' Alexander López | Torpedostadion, Zjodzina Toeschouwers: 425 Scheidsrechter: Aleksej Matjoenin (RUS) |

|                                                                             |                                                                                         |       |                                 |                                                                                |
| 27 maart WK-kwalificatie Groep E № 249 «onderlinge duels» 20:00 uur (UTC+3) | Wit-Rusland                                                                             | 4 – 2 | Estland                         | Dinamostadion, Minsk Toeschouwers: 3.611 Scheidsrechter: Robert Hennessy (IRL) |
| 27 maart WK-kwalificatie Groep E № 249 «onderlinge duels» 20:00 uur (UTC+3) | Vital Lisakovitsj 45' (pen.) Joeri Kendysj 64' Pavel Savitski 81' Vital Lisakovitsj 83' |       | 31' Henri Anier 55' Henri Anier | Dinamostadion, Minsk Toeschouwers: 3.611 Scheidsrechter: Robert Hennessy (IRL) |

|                                                                             | |       |             |                                                                                              |
| 30 maart WK-kwalificatie Groep E № 250 «onderlinge duels» 20:45 uur (UTC+2) | België | 8 – 0 | Wit-Rusland | King Power at Den Dreef Stadion, Leuven Toeschouwers: 0 Scheidsrechter: Donatas Rumšas (LTU) |
| 30 maart WK-kwalificatie Groep E № 250 «onderlinge duels» 20:45 uur (UTC+2) | Michy Batshuayi 14' Hans Vanaken 17' Leandro Trossard 38' Jérémy Doku 42' Dennis Praet 49' Christian Benteke 70' Leandro Trossard 76' Hans Vanaken 89' |       |             | King Power at Den Dreef Stadion, Leuven Toeschouwers: 0 Scheidsrechter: Donatas Rumšas (LTU) |

|                                                                     |                    |       |                                           |                                                                                |
| 2 juni Vriendschappelijk № 251 «onderlinge duels» 19:00 uur (UTC+3) | Wit-Rusland        | 1 – 2 | Azerbeidzjan                              | Dinamostadion, Minsk Toeschouwers: 4.120 Scheidsrechter: Dumitru Muntean (MDA) |
| 2 juni Vriendschappelijk № 251 «onderlinge duels» 19:00 uur (UTC+3) | Maksim Skavysj 56' |       | 73' Badavi Hüseynov 90+1' Ramil Sjejdajev | Dinamostadion, Minsk Toeschouwers: 4.120 Scheidsrechter: Dumitru Muntean (MDA) |

|                                                |             |          |              |                      |
| 7 juni Vriendschappelijk № - 19:00 uur (UTC+3) | Wit-Rusland | Afgelast | Sierra Leone | Nemanstadion, Hrodna |
| 7 juni Vriendschappelijk № - 19:00 uur (UTC+3) |             |          |              | Nemanstadion, Hrodna |

|                                                                                |                   |       |             | |
| 2 september WK-kwalificatie Groep E № 252 «onderlinge duels» 20:45 uur (UTC+2) | Tsjechië          | 1 – 0 | Wit-Rusland | Městský stadion, Ostrava Toeschouwers: 7.218 Scheidsrechter: Srđan Jovanović (SRB) Video-assistent: Bastian Dankert (GER) |
| 2 september WK-kwalificatie Groep E № 252 «onderlinge duels» 20:45 uur (UTC+2) | Antonín Barák 34' |       |             | Městský stadion, Ostrava Toeschouwers: 7.218 Scheidsrechter: Srđan Jovanović (SRB) Video-assistent: Bastian Dankert (GER) |

|                                                                                |                                                |       |                                                                | |
| 5 september WK-kwalificatie Groep E № 253 «onderlinge duels» 16:00 uur (UTC+3) | Wit-Rusland                                    | 2 – 3 | Wales                                                          | Centraalstadion, Kazan (Rusland) Toeschouwers: 0 Scheidsrechter: Giorgi Kroeasjvili (GEO) Video-assistent: Paolo Valeri (ITA) |
| 5 september WK-kwalificatie Groep E № 253 «onderlinge duels» 16:00 uur (UTC+3) | Vital Lisakovitsj 29' (pen.) Pavel Sjadzko 31' |       | 6' (pen.) Gareth Bale 69' (pen.) Gareth Bale 90+3' Gareth Bale | Centraalstadion, Kazan (Rusland) Toeschouwers: 0 Scheidsrechter: Giorgi Kroeasjvili (GEO) Video-assistent: Paolo Valeri (ITA) |

|                                                                                |             |                  |        | |
| 8 september WK-kwalificatie Groep E № 254 «onderlinge duels» 21:45 uur (UTC+3) | Wit-Rusland | 0 – 1            | België | Centraalstadion, Kazan (Rusland) Toeschouwers: 0 Scheidsrechter: Paweł Raczkowski (POL) Video-assistent: Paweł Gil (POL) |
| 8 september WK-kwalificatie Groep E № 254 «onderlinge duels» 21:45 uur (UTC+3) |             | 33' Dennis Praet |        | Centraalstadion, Kazan (Rusland) Toeschouwers: 0 Scheidsrechter: Paweł Raczkowski (POL) Video-assistent: Paweł Gil (POL) |

|                                                                              |                                    |       |             | |
| 8 oktober WK-kwalificatie Groep E № 255 «onderlinge duels» 21:45 uur (UTC+3) | Estland                            | 2 – 0 | Wit-Rusland | A. Le Coq Arena, Tallinn Toeschouwers: 3.597 Scheidsrechter: Mohammed Al-Hakim (SWE) Video-assistent: Bojan Pandžić (SWE) |
| 8 oktober WK-kwalificatie Groep E № 255 «onderlinge duels» 21:45 uur (UTC+3) | Erik Sorga 58' Sergei Zenjov 90+3' |       |             | A. Le Coq Arena, Tallinn Toeschouwers: 3.597 Scheidsrechter: Mohammed Al-Hakim (SWE) Video-assistent: Bojan Pandžić (SWE) |

|                                                                               |             |                                   |          | |
| 11 oktober WK-kwalificatie Groep E № 256 «onderlinge duels» 21:45 uur (UTC+3) | Wit-Rusland | 0 – 2                             | Tsjechië | Centraalstadion, Kazan (Rusland) Toeschouwers: 0 Scheidsrechter: François Letexier (FRA) Video-assistent: Willy Delajod (FRA) |
| 11 oktober WK-kwalificatie Groep E № 256 «onderlinge duels» 21:45 uur (UTC+3) |             | 22' Patrik Schick 65' Adam Hložek |          | Centraalstadion, Kazan (Rusland) Toeschouwers: 0 Scheidsrechter: François Letexier (FRA) Video-assistent: Willy Delajod (FRA) |

|                                                                              |                                                                                             |       |                      | |
| 13 november WK-kwalificatie Groep E № 257 «onderlinge duels» 19:45 uur (UTC) | Wales                                                                                       | 5 – 1 | Wit-Rusland          | Cardiff City Stadium, Cardiff Toeschouwers: 27.152 Scheidsrechter: Maurizio Mariani (ITA) Video-assistent: Michael Fabbri (ITA) |
| 13 november WK-kwalificatie Groep E № 257 «onderlinge duels» 19:45 uur (UTC) | Aaron Ramsey 3' Neco Williams 20' Aaron Ramsey 50' (pen.) Ben Davies 77' Connor Roberts 89' |       | 87' Artsjom Kantsavy | Cardiff City Stadium, Cardiff Toeschouwers: 27.152 Scheidsrechter: Maurizio Mariani (ITA) Video-assistent: Michael Fabbri (ITA) |

|                                                                          |                      |       |          |                                                                                   |
| 16 november Vriendschappelijk № 258 «onderlinge duels» 20:00 uur (UTC+3) | Wit-Rusland          | 1 – 0 | Jordanië | Dinamostadion, Minsk Toeschouwers: 1.120 Scheidsrechter: Zaven Hovhannisyan (ARM) |
| 16 november Vriendschappelijk № 258 «onderlinge duels» 20:00 uur (UTC+3) | Jevhen Jablonski 20' |       |          | Dinamostadion, Minsk Toeschouwers: 1.120 Scheidsrechter: Zaven Hovhannisyan (ARM) |

### 2022
|                                                                       |       |                                                           |             |                                                                                                  |
| 26 maart Vriendschappelijk № 259 «onderlinge duels» 19:00 uur (UTC+3) | India | 0 – 3                                                     | Wit-Rusland | Khalifa Sports City Stadion, Madinat Isa Toeschouwers: 920 Scheidsrechter: Ali Al Samahiji (BHR) |
| 26 maart Vriendschappelijk № 259 «onderlinge duels» 19:00 uur (UTC+3) |       | 48' Artsjom Bikaw 68' Andrej Salavej 90+1' Valery Gramyka |             | Khalifa Sports City Stadion, Madinat Isa Toeschouwers: 920 Scheidsrechter: Ali Al Samahiji (BHR) |

|                                                                       |         |                      |             |                                                                                       |
| 29 maart Vriendschappelijk № 260 «onderlinge duels» 19:00 uur (UTC+3) | Bahrein | 0 – 1                | Wit-Rusland | Bahrain National Stadium, Riffa Toeschouwers: onb. Scheidsrechter: Ismail Habib (KSA) |
| 29 maart Vriendschappelijk № 260 «onderlinge duels» 19:00 uur (UTC+3) |         | 45+1' Andrej Salavej |             | Bahrain National Stadium, Riffa Toeschouwers: onb. Scheidsrechter: Ismail Habib (KSA) |

|                                                                                |             |                  |           | |
| 3 juni UEFA Nations League Groep C3 № 261 «onderlinge duels» 20:45 uur (UTC+2) | Wit-Rusland | 0 – 1            | Slowakije | Karadjordjestadion, Novi Sad (Servië) Toeschouwers: 0 Scheidsrechter: Stéphanie Frappart (FRA) Video-assistent: Benoît Millot (FRA) |
| 3 juni UEFA Nations League Groep C3 № 261 «onderlinge duels» 20:45 uur (UTC+2) |             | 61' Tomáš Suslov |           | Karadjordjestadion, Novi Sad (Servië) Toeschouwers: 0 Scheidsrechter: Stéphanie Frappart (FRA) Video-assistent: Benoît Millot (FRA) |

|                                                                                |             |       |              | |
| 6 juni UEFA Nations League Groep C3 № 262 «onderlinge duels» 20:45 uur (UTC+2) | Wit-Rusland | 0 – 0 | Azerbeidzjan | Karadjordjestadion, Novi Sad (Servië) Toeschouwers: 0 Scheidsrechter: Mohammed Al-Hakim (SWE) Video-assistent: Andreas Ekberg (SWE) |
| 6 juni UEFA Nations League Groep C3 № 262 «onderlinge duels» 20:45 uur (UTC+2) |             |       |              | Karadjordjestadion, Novi Sad (Servië) Toeschouwers: 0 Scheidsrechter: Mohammed Al-Hakim (SWE) Video-assistent: Andreas Ekberg (SWE) |

|                                                                                 |                           |       |                   | |
| 10 juni UEFA Nations League Groep C3 № 263 «onderlinge duels» 20:45 uur (UTC+2) | Wit-Rusland               | 1 – 1 | Kazachstan        | Karadjordjestadion, Novi Sad (Servië) Toeschouwers: 0 Scheidsrechter: Manuel Schüttengruber (AUT) Video-assistent: Christian-Petru Ciochirca (AUT) |
| 10 juni UEFA Nations League Groep C3 № 263 «onderlinge duels» 20:45 uur (UTC+2) | Wladzislaw Malkevitsj 84' |       | 13' Abat Ajmbetov | Karadjordjestadion, Novi Sad (Servië) Toeschouwers: 0 Scheidsrechter: Manuel Schüttengruber (AUT) Video-assistent: Christian-Petru Ciochirca (AUT) |

|                                                                                 |                                        |       |             | |
| 13 juni UEFA Nations League Groep C3 № 264 «onderlinge duels» 20:00 uur (UTC+4) | Azerbeidzjan                           | 2 – 0 | Wit-Rusland | Dalğa Arena, Bakoe Toeschouwers: 2.330 Scheidsrechter: Anastasios Papapetrou (GRE) Video-assistent: Aristotelis Diamantopoulos (GRE) |
| 13 juni UEFA Nations League Groep C3 № 264 «onderlinge duels» 20:00 uur (UTC+4) | Mahir Emreli 76' Ramil Sjejdajev 90+3' |       |             | Dalğa Arena, Bakoe Toeschouwers: 2.330 Scheidsrechter: Anastasios Papapetrou (GRE) Video-assistent: Aristotelis Diamantopoulos (GRE) |

|                                                                                      |                                                |       |                      | |
| 22 september UEFA Nations League Groep C3 № 265 «onderlinge duels» 20:00 uur (UTC+6) | Kazachstan                                     | 2 – 1 | Wit-Rusland          | Astana Arena, Astana Toeschouwers: 29.637 Scheidsrechter: Horațiu Feșnic (ROU) Video-assistent: Dennis Higler (NED) |
| 22 september UEFA Nations League Groep C3 № 265 «onderlinge duels» 20:00 uur (UTC+6) | Michail Gabysjev 29' Baktijar Zainoetdinov 79' |       | 45+3' Pavel Savitski | Astana Arena, Astana Toeschouwers: 29.637 Scheidsrechter: Horațiu Feșnic (ROU) Video-assistent: Dennis Higler (NED) |

|                                                                                      |                 |       |                 | |
| 25 september UEFA Nations League Groep C3 № 266 «onderlinge duels» 18:00 uur (UTC+2) | Slowakije       | 1 – 1 | Wit-Rusland     | TSC Arena, Bačka Topola (Servië) Toeschouwers: 524 Scheidsrechter: Nikola Dabanović (MNE) Video-assistent: Fran Jović (CRO) |
| 25 september UEFA Nations League Groep C3 № 266 «onderlinge duels» 18:00 uur (UTC+2) | Adam Zreľák 65' |       | 45' Ivan Bachar | TSC Arena, Bačka Topola (Servië) Toeschouwers: 524 Scheidsrechter: Nikola Dabanović (MNE) Video-assistent: Fran Jović (CRO) |

|                                                                          |       |                         |             |                                                                                    |
| 17 november Vriendschappelijk № 267 «onderlinge duels» 20:00 uur (UTC+4) | Syrië | 0 – 1                   | Wit-Rusland | Al-Rashidstadion, Dubai Toeschouwers: 710 Scheidsrechter: Yahya Ali Al Mulla (VAE) |
| 17 november Vriendschappelijk № 267 «onderlinge duels» 20:00 uur (UTC+4) |       | 80' (e.d.) Thaer Krouma |             | Al-Rashidstadion, Dubai Toeschouwers: 710 Scheidsrechter: Yahya Ali Al Mulla (VAE) |

|                                                                          |                                             |       |             |                                                                                      |
| 20 november Vriendschappelijk № 268 «onderlinge duels» 18:00 uur (UTC+4) | Oman                                        | 2 – 0 | Wit-Rusland | Hazza bin Zayedstadion, Al Ain Toeschouwers: 150 Scheidsrechter: Adel Al Naqbi (VAE) |
| 20 november Vriendschappelijk № 268 «onderlinge duels» 18:00 uur (UTC+4) | Salaah Al-Yahyaei 78' Salaah Al-Yahyaei 81' |       |             | Hazza bin Zayedstadion, Al Ain Toeschouwers: 150 Scheidsrechter: Adel Al Naqbi (VAE) |

### 2023
|                                                                             |             |                                                                                           |             | |
| 25 maart EK-kwalificatie Groep I № 269 «onderlinge duels» 18:00 uur (UTC+1) | Wit-Rusland | 0 – 5                                                                                     | Zwitserland | Karadjordjestadion, Novi Sad (Servië) Toeschouwers: 0 Scheidsrechter: Alejandro Hernández (ESP) Video-assistent: César Soto Grado (ESP) |
| 25 maart EK-kwalificatie Groep I № 269 «onderlinge duels» 18:00 uur (UTC+1) |             | 4' Renato Steffen 17' Renato Steffen 29' Renato Steffen 62' Granit Xhaka 65' Zeki Amdouni |             | Karadjordjestadion, Novi Sad (Servië) Toeschouwers: 0 Scheidsrechter: Alejandro Hernández (ESP) Video-assistent: César Soto Grado (ESP) |

|                                                                             |                                      |       |                         | |
| 28 maart EK-kwalificatie Groep I № 270 «onderlinge duels» 21:45 uur (UTC+3) | Roemenië                             | 2 – 1 | Wit-Rusland             | Arena Națională, Boekarest Toeschouwers: 27.837 Scheidsrechter: Allard Lindhout (NED) Video-assistent: Dennis Higler (NED) |
| 28 maart EK-kwalificatie Groep I № 270 «onderlinge duels» 21:45 uur (UTC+3) | Nicolae Stanciu 17' Andrei Burcă 19' |       | 86' Oeladzislaw Marozaw | Arena Națională, Boekarest Toeschouwers: 27.837 Scheidsrechter: Allard Lindhout (NED) Video-assistent: Dennis Higler (NED) |

|                                                                            |               |       |                                             | |
| 16 juni EK-kwalificatie Groep I № 271 «onderlinge duels» 20:45 uur (UTC+2) | Wit-Rusland   | 1 – 2 | Israël                                      | Szusza Ferencstadion, Boedapest (Hongarije) Toeschouwers: 0 Scheidsrechter: Jarred Gillett (ENG) Video-assistent: Darren England (ENG) |
| 16 juni EK-kwalificatie Groep I № 271 «onderlinge duels» 20:45 uur (UTC+2) | Max Ebong 16' |       | 85' (pen.) Shon Weissman 90+2' Oscar Gloukh | Szusza Ferencstadion, Boedapest (Hongarije) Toeschouwers: 0 Scheidsrechter: Jarred Gillett (ENG) Video-assistent: Darren England (ENG) |

|                                                                            |                                       |       |                         | |
| 19 juni EK-kwalificatie Groep I № 272 «onderlinge duels» 20:45 uur (UTC+2) | Wit-Rusland                           | 2 – 1 | Kosovo                  | Szusza Ferencstadion, Boedapest (Hongarije) Toeschouwers: 0 Scheidsrechter: Julian Weinberger (AUT) Video-assistent: Christian Dingert (GER) |
| 19 juni EK-kwalificatie Groep I № 272 «onderlinge duels» 20:45 uur (UTC+2) | Oeladzislaw Marozaw 73' Max Ebong 75' |       | 87' (pen.) Vedat Muriqi | Szusza Ferencstadion, Boedapest (Hongarije) Toeschouwers: 0 Scheidsrechter: Julian Weinberger (AUT) Video-assistent: Christian Dingert (GER) |

|                                                                                |         |       |             | |
| 9 september EK-kwalificatie Groep I № 273 «onderlinge duels» 18:00 uur (UTC+2) | Andorra | 0 – 0 | Wit-Rusland | Estadi Nacional, Andorra la Vella Toeschouwers: 1.026 Scheidsrechter: Eldorjan Hamiti (ALB) Video-assistent: Kreshnik Barjamaj (ALB) |
| 9 september EK-kwalificatie Groep I № 273 «onderlinge duels» 18:00 uur (UTC+2) |         |       |             | Estadi Nacional, Andorra la Vella Toeschouwers: 1.026 Scheidsrechter: Eldorjan Hamiti (ALB) Video-assistent: Kreshnik Barjamaj (ALB) |

|                                                                                 |                        |       |             | |
| 12 september EK-kwalificatie Groep I № 274 «onderlinge duels» 21:45 uur (UTC+3) | Israël                 | 1 – 0 | Wit-Rusland | Bloomfieldstadion, Tel Aviv Toeschouwers: 25.000 Scheidsrechter: Ricardo de Burgos Bengoetxea (ESP) Video-assistent: Juan Martínez Munuera (ESP) |
| 12 september EK-kwalificatie Groep I № 274 «onderlinge duels» 21:45 uur (UTC+3) | Gabi Kanichowsky 90+3' |       |             | Bloomfieldstadion, Tel Aviv Toeschouwers: 25.000 Scheidsrechter: Ricardo de Burgos Bengoetxea (ESP) Video-assistent: Juan Martínez Munuera (ESP) |

|                                                                               |             |       |          | |
| 12 oktober EK-kwalificatie Groep I № 275 «onderlinge duels» 20:45 uur (UTC+2) | Wit-Rusland | 0 – 0 | Roemenië | Szusza Ferencstadion, Boedapest (Hongarije) Toeschouwers: 0 Scheidsrechter: Espen Eskås (NOR) Video-assistent: Guillermo Cuadra Fernández (ESP) |
| 12 oktober EK-kwalificatie Groep I № 275 «onderlinge duels» 20:45 uur (UTC+2) |             |       |          | Szusza Ferencstadion, Boedapest (Hongarije) Toeschouwers: 0 Scheidsrechter: Espen Eskås (NOR) Video-assistent: Guillermo Cuadra Fernández (ESP) |

|                                                                               |                                                        |       |                                                            | |
| 15 oktober EK-kwalificatie Groep I № 276 «onderlinge duels» 18:00 uur (UTC+2) | Zwitserland                                            | 3 – 3 | Wit-Rusland                                                | Kybunpark, Sankt Gallen Toeschouwers: 17.000 Scheidsrechter: João Pinheiro (POR) Video-assistent: Luís Godinho (POR) |
| 15 oktober EK-kwalificatie Groep I № 276 «onderlinge duels» 18:00 uur (UTC+2) | Xherdan Shaqiri 28' Manuel Akanji 89' Zeki Amdouni 90' |       | 61' Max Ebong 69' Dzjanis Paljakow 84' Dzmitry Antsilewski | Kybunpark, Sankt Gallen Toeschouwers: 17.000 Scheidsrechter: João Pinheiro (POR) Video-assistent: Luís Godinho (POR) |

|                                                                                |                     |       |         | |
| 18 november EK-kwalificatie Groep I № 277 «onderlinge duels» 18:00 uur (UTC+1) | Wit-Rusland         | 1 – 0 | Andorra | Szusza Ferencstadion, Boedapest (Hongarije) Toeschouwers: 0 Scheidsrechter: Boelat Sarijev (KAZ) Video-assistent: Ivan Bebek (CRO) |
| 18 november EK-kwalificatie Groep I № 277 «onderlinge duels» 18:00 uur (UTC+1) | Dzjanis Laptsew 83' |       |         | Szusza Ferencstadion, Boedapest (Hongarije) Toeschouwers: 0 Scheidsrechter: Boelat Sarijev (KAZ) Video-assistent: Ivan Bebek (CRO) |

|                                                                                |        |                         |             | |
| 21 november EK-kwalificatie Groep I № 278 «onderlinge duels» 20:45 uur (UTC+1) | Kosovo | 0 – 1                   | Wit-Rusland | Fadil Vokrristadion, Pristina Toeschouwers: 5.026 Scheidsrechter: Georgi Kabakov (BUL) Video-assistent: Dragomir Draganov (BUL) |
| 21 november EK-kwalificatie Groep I № 278 «onderlinge duels» 20:45 uur (UTC+1) |        | 43' Dzmitry Antsilewski |             | Fadil Vokrristadion, Pristina Toeschouwers: 5.026 Scheidsrechter: Georgi Kabakov (BUL) Video-assistent: Dragomir Draganov (BUL) |

### 2024
|                                                                       |             |                                      |            |                                                                                |
| 21 maart Vriendschappelijk № 279 «onderlinge duels» 20:00 uur (UTC+3) | Wit-Rusland | 0 – 2                                | Montenegro | Sportcomplex Mardan, Aksu Toeschouwers: 100 Scheidsrechter: Kadir Sağlam (TUR) |
| 21 maart Vriendschappelijk № 279 «onderlinge duels» 20:00 uur (UTC+3) |             | 27' Adam Marušić 45' Nikola Krstović |            | Sportcomplex Mardan, Aksu Toeschouwers: 100 Scheidsrechter: Kadir Sağlam (TUR) |

|                                                                       |       |       |             |                                                                                 |
| 26 maart Vriendschappelijk № 280 «onderlinge duels» 19:00 uur (UTC+1) | Malta | 0 – 0 | Wit-Rusland | Ta' Qalistadion, Ta' Qali Toeschouwers: onb. Scheidsrechter: Martin Dohál (SVK) |
| 26 maart Vriendschappelijk № 280 «onderlinge duels» 19:00 uur (UTC+1) |       |       |             | Ta' Qalistadion, Ta' Qali Toeschouwers: onb. Scheidsrechter: Martin Dohál (SVK) |

|                                                                     |             |                                                                                 |         |                                                                                |
| 7 juni Vriendschappelijk № 281 «onderlinge duels» 20:00 uur (UTC+3) | Wit-Rusland | 0 – 4                                                                           | Rusland | Dinamostadion, Minsk Toeschouwers: 21.483 Scheidsrechter: Roestam Omarov (KAZ) |
| 7 juni Vriendschappelijk № 281 «onderlinge duels» 20:00 uur (UTC+3) |             | 8' Ivan Obljakov 20' Konstantin Tjoekavin 63' Fjodor Tsjalov 69' Fjodor Tsjalov |         | Dinamostadion, Minsk Toeschouwers: 21.483 Scheidsrechter: Roestam Omarov (KAZ) |

|                                                                      |             |                                                                    |        |                                                                                    |
| 11 juni Vriendschappelijk № 282 «onderlinge duels» 18:00 uur (UTC+2) | Wit-Rusland | 0 – 4                                                              | Israël | Szusza Ferencstadion, Boedapest Toeschouwers: 0 Scheidsrechter: Tamás Bognár (HUN) |
| 11 juni Vriendschappelijk № 282 «onderlinge duels» 18:00 uur (UTC+2) |             | 6' Guy Melamed 18' Ramzi Safouri 36' Raz Shlomo 82' Mohamad Kanaan |        | Szusza Ferencstadion, Boedapest Toeschouwers: 0 Scheidsrechter: Tamás Bognár (HUN) |

|                                                                                     |             |       |           | |
| 5 september UEFA Nations League Groep C3 № 283 «onderlinge duels» 20:45 uur (UTC+2) | Wit-Rusland | 0 – 0 | Bulgarije | ZTE Arena, Zalaegerszeg (Hongarije) Toeschouwers: 0 Scheidsrechter: Ovidiu Haţegan (ROU) Video-assistent: Gianluca Aureliano (ITA) |
| 5 september UEFA Nations League Groep C3 № 283 «onderlinge duels» 20:45 uur (UTC+2) |             |       |           | ZTE Arena, Zalaegerszeg (Hongarije) Toeschouwers: 0 Scheidsrechter: Ovidiu Haţegan (ROU) Video-assistent: Gianluca Aureliano (ITA) |

|                                                                                     |           |                    |             | |
| 8 september UEFA Nations League Groep C3 № 284 «onderlinge duels» 15:00 uur (UTC+2) | Luxemburg | 0 – 1              | Wit-Rusland | Stade de Luxembourg, Luxemburg Toeschouwers: 6.820 Scheidsrechter: Lawrence Visser (BEL) Video-assistent: Clay Ruperti (NED) |
| 8 september UEFA Nations League Groep C3 № 284 «onderlinge duels» 15:00 uur (UTC+2) |           | 76' Valery Gramyka |             | Stade de Luxembourg, Luxemburg Toeschouwers: 6.820 Scheidsrechter: Lawrence Visser (BEL) Video-assistent: Clay Ruperti (NED) |

|                                                                                    |             |       |               | |
| 12 oktober UEFA Nations League Groep C3 № 285 «onderlinge duels» 20:45 uur (UTC+2) | Wit-Rusland | 0 – 0 | Noord-Ierland | ZTE Arena, Zalaegerszeg (Hongarije) Toeschouwers: 0 Scheidsrechter: Henrik Nalbandjan (ARM) Video-assistent: Zaven Hovhannisyan (ARM) |
| 12 oktober UEFA Nations League Groep C3 № 285 «onderlinge duels» 20:45 uur (UTC+2) |             |       |               | ZTE Arena, Zalaegerszeg (Hongarije) Toeschouwers: 0 Scheidsrechter: Henrik Nalbandjan (ARM) Video-assistent: Zaven Hovhannisyan (ARM) |

|                                                                                    |                        |       |                             | |
| 15 oktober UEFA Nations League Groep C3 № 286 «onderlinge duels» 20:45 uur (UTC+2) | Wit-Rusland            | 1 – 1 | Luxemburg                   | ZTE Arena, Zalaegerszeg (Hongarije) Toeschouwers: 0 Scheidsrechter: Atilla Karaoğlan (TUR) Video-assistent: Christian Dingert (GER) |
| 15 oktober UEFA Nations League Groep C3 № 286 «onderlinge duels» 20:45 uur (UTC+2) | Sergej Politevitsj 54' |       | 78' (pen.) Gerson Rodrigues | ZTE Arena, Zalaegerszeg (Hongarije) Toeschouwers: 0 Scheidsrechter: Atilla Karaoğlan (TUR) Video-assistent: Christian Dingert (GER) |

|                                                                                   |                                            |       |             | |
| 15 november UEFA Nations League Groep C3 № 287 «onderlinge duels» 19:45 uur (UTC) | Noord-Ierland                              | 2 – 0 | Wit-Rusland | Windsor Park, Belfast Toeschouwers: 18.044 Scheidsrechter: Luís Godinho (POR) Video-assistent: Hugo Miguel (POR) |
| 15 november UEFA Nations League Groep C3 № 287 «onderlinge duels» 19:45 uur (UTC) | Daniel Ballard 50' Dion Charles 63' (pen.) |       |             | Windsor Park, Belfast Toeschouwers: 18.044 Scheidsrechter: Luís Godinho (POR) Video-assistent: Hugo Miguel (POR) |

|                                                                                     |                     |       |                    | |
| 18 november UEFA Nations League Groep C3 № 288 «onderlinge duels» 21:45 uur (UTC+2) | Bulgarije           | 1 – 1 | Wit-Rusland        | Vasil Levski Nationaal Stadion, Sofia Toeschouwers: 2.200 Scheidsrechter: Allard Lindhout (NED) Video-assistent: Clay Ruperti (NED) |
| 18 november UEFA Nations League Groep C3 № 288 «onderlinge duels» 21:45 uur (UTC+2) | Vasil Panayotov 13' |       | 70' Joery Kavaljow | Vasil Levski Nationaal Stadion, Sofia Toeschouwers: 2.200 Scheidsrechter: Allard Lindhout (NED) Video-assistent: Clay Ruperti (NED) |

### 2025
|                                                                       |              | |             |                                                                                       |
| 20 maart Vriendschappelijk № 289 «onderlinge duels» 16:00 uur (UTC+5) | Tadzjikistan | 0 – 5 | Wit-Rusland | Pamirstadion, Doesjanbe Toeschouwers: 6.300 Scheidsrechter: Roestam Loetfoellin (UZB) |
| 20 maart Vriendschappelijk № 289 «onderlinge duels» 16:00 uur (UTC+5) |              | 64' Vital Lisakovitsj 72' Trafim Melnitsjenka 84' Jevhen Jablonski 86' Vital Lisakovitsj 90+1' Artsjom Kantsavy |             | Pamirstadion, Doesjanbe Toeschouwers: 6.300 Scheidsrechter: Roestam Loetfoellin (UZB) |

|                                                                       |              |                                          |             |                                                                                 |
| 25 maart Vriendschappelijk № 290 «onderlinge duels» 21:45 uur (UTC+4) | Azerbeidzjan | 0 – 2                                    | Wit-Rusland | Alinja Arena, Masazır Toeschouwers: 2.452 Scheidsrechter: Aleko Aptsiauri (GEO) |
| 25 maart Vriendschappelijk № 290 «onderlinge duels» 21:45 uur (UTC+4) |              | 59' Pavel Zabelin 78' Mikita Dzemtsjanka |             | Alinja Arena, Masazır Toeschouwers: 2.452 Scheidsrechter: Aleko Aptsiauri (GEO) |

|                                                                     |                                                                                     |       |                         |                                                                                  |
| 5 juni Vriendschappelijk № 291 «onderlinge duels» 20:00 uur (UTC+3) | Wit-Rusland                                                                         | 4 – 1 | Kazachstan              | Barysaw Arena, Barysaw Toeschouwers: 4.443 Scheidsrechter: Sergej Karasjov (RUS) |
| 5 juni Vriendschappelijk № 291 «onderlinge duels» 20:00 uur (UTC+3) | Valery Gramyka 25' Valery Batsjarow 31' Trafim Melnitsjenka 50' Jevhen Sjikawka 85' |       | 74' Galymzjan Kenzjebek | Barysaw Arena, Barysaw Toeschouwers: 4.443 Scheidsrechter: Sergej Karasjov (RUS) |

|                                                                      |             |   |         |                                                                  |
| 10 juni Vriendschappelijk № 292 «onderlinge duels» 15:00 uur (UTC+3) | Wit-Rusland | – | Rusland | Dinamostadion, Minsk Toeschouwers: n.n.b. Scheidsrechter: n.n.b. |
| 10 juni Vriendschappelijk № 292 «onderlinge duels» 15:00 uur (UTC+3) |             |   |         | Dinamostadion, Minsk Toeschouwers: n.n.b. Scheidsrechter: n.n.b. |

|                                                                                |             |   |             |                                                    |
| 5 september WK-kwalificatie Groep C № 293 «onderlinge duels» 21:45 uur (UTC+3) | Griekenland | – | Wit-Rusland | n.n.b. Toeschouwers: n.n.b. Scheidsrechter: n.n.b. |
| 5 september WK-kwalificatie Groep C № 293 «onderlinge duels» 21:45 uur (UTC+3) |             |   |             | n.n.b. Toeschouwers: n.n.b. Scheidsrechter: n.n.b. |

|                                                                                |             |   |           |                                                                  |
| 8 september WK-kwalificatie Groep C № 294 «onderlinge duels» 20:45 uur (UTC+2) | Wit-Rusland | – | Schotland | n.n.b. (Neutraal terrein) Toeschouwers: 0 Scheidsrechter: n.n.b. |
| 8 september WK-kwalificatie Groep C № 294 «onderlinge duels» 20:45 uur (UTC+2) |             |   |           | n.n.b. (Neutraal terrein) Toeschouwers: 0 Scheidsrechter: n.n.b. |

|                                                                              |             |   |            |                                                                  |
| 9 oktober WK-kwalificatie Groep C № 295 «onderlinge duels» 20:45 uur (UTC+2) | Wit-Rusland | – | Denemarken | n.n.b. (Neutraal terrein) Toeschouwers: 0 Scheidsrechter: n.n.b. |
| 9 oktober WK-kwalificatie Groep C № 295 «onderlinge duels» 20:45 uur (UTC+2) |             |   |            | n.n.b. (Neutraal terrein) Toeschouwers: 0 Scheidsrechter: n.n.b. |

|                                                                               |           |   |             |                                                    |
| 12 oktober WK-kwalificatie Groep C № 296 «onderlinge duels» 19:45 uur (UTC+1) | Schotland | – | Wit-Rusland | n.n.b. Toeschouwers: n.n.b. Scheidsrechter: n.n.b. |
| 12 oktober WK-kwalificatie Groep C № 296 «onderlinge duels» 19:45 uur (UTC+1) |           |   |             | n.n.b. Toeschouwers: n.n.b. Scheidsrechter: n.n.b. |

|                                                                                |            |   |             |                                                    |
| 15 november WK-kwalificatie Groep C № 297 «onderlinge duels» 20:45 uur (UTC+1) | Denemarken | – | Wit-Rusland | n.n.b. Toeschouwers: n.n.b. Scheidsrechter: n.n.b. |
| 15 november WK-kwalificatie Groep C № 297 «onderlinge duels» 20:45 uur (UTC+1) |            |   |             | n.n.b. Toeschouwers: n.n.b. Scheidsrechter: n.n.b. |

|                                                                                |             |   |             |                                                                  |
| 18 november WK-kwalificatie Groep C № 298 «onderlinge duels» 20:45 uur (UTC+1) | Wit-Rusland | – | Griekenland | n.n.b. (Neutraal terrein) Toeschouwers: 0 Scheidsrechter: n.n.b. |
| 18 november WK-kwalificatie Groep C № 298 «onderlinge duels» 20:45 uur (UTC+1) |             |   |             | n.n.b. (Neutraal terrein) Toeschouwers: 0 Scheidsrechter: n.n.b. |

BFF · A-internationals · Bondscoaches · Statistieken · Wit-Russisch vrouwenelftal · Olympisch elftal · W-Rusland U21 · W-Rusland U19 · W-Rusland U18 · W-Rusland U17 · W-Rusland U16
1990 – 1999 · 
2000 – 2009 · 
2010 – 2019 ·
2020 − 2029
1992 · 
1993 · 
1994 · 
1995 · 
1996 · 
1997 · 
1998 · 
1999 · 
2000 · 
2001 · 
2002 · 
2003 · 
2004 · 
2005 · 
2006 · 
2007 · 
2008 · 
2009 · 
2010 · 
2011 · 
2012 · 
2013 ·
2014 ·
2015 ·
2016 ·
2017 ·
2018 ·
2019 ·
2020 ·
2021 ·
2022 ·
2023
Albanië · 
Andorra · 
Argentinië · 
Armenië · 
Azerbeidzjan · 
Bahrein ·
België ·
Bosnië en Herzegovina · 
Bulgarije · 
Canada · 
Cyprus · 
Denemarken · 
Duitsland · 
Ecuador · 
Egypte · 
Engeland · 
Estland · 
Finland · 
Frankrijk · 
Gabon ·
Georgië · 
Griekenland · 
Hongarije · 
Honduras · 
Ierland ·
IJsland · 
India ·
Iran · 
Israël · 
Italië ·
Japan ·
Jordanië · 
Kazachstan ·
Kirgizië · 
Kosovo ·
Kroatië · 
Letland · 
Libië · 
Liechtenstein ·
Litouwen · 
Luxemburg · 
Malta · 
Mexico ·
Moldavië · 
Montenegro · 
Nederland · 
Nieuw-Zeeland ·
Noord-Ierland ·
Noord-Macedonië ·  
Noorwegen · 
Oekraïne · 
Oezbekistan · 
Oman · 
Oostenrijk · 
Peru · 
Polen · 
Roemenië · 
Rusland · 
San Marino · 
Saoedi-Arabië · 
Schotland · 
Slovenië · 
Slowakije · 
Spanje ·
Syrië ·
Tadzjikistan · 
Tsjechië · 
Tunesië · 
Turkije · 
Verenigde Arabische Emiraten · 
Wales · 
Zuid-Korea · 
Zweden · 
Zwitserland
CONMEBOL: Argentinië · Bolivia · Brazilië · Chili · Colombia · Ecuador · Paraguay · Peru · Uruguay · Venezuela

UEFA: Albanië · Andorra · Armenië · Azerbeidzjan · België · Bosnië en Herzegovina · Bulgarije · Cyprus · Denemarken · Duitsland · Engeland · Estland · Faeröer · Finland · Frankrijk · Georgië · Gibraltar · Griekenland · Hongarije · IJsland · Ierland · Israël · Italië · Kazachstan · Kosovo · Kroatië · Letland · Liechtenstein · Litouwen · Luxemburg · Malta · Moldavië · Montenegro · Nederland · Noord-Ierland · Noord-Macedonië · Noorwegen · Oekraïne · Oostenrijk · Polen · Portugal · Roemenië · Rusland · San Marino · Schotland · Servië · Slovenië · Slowakije · Spanje · Tsjechië · Turkije · Wales · Wit-Rusland · Zweden · Zwitserland

AFC: Australië · China · Irak · Iran · Japan · Libanon · Oezbekistan · Oman · Qatar · Saoedi-Arabië · Syrië · Verenigde Arabische Emiraten · Vietnam · Zuid-Korea

CAF: Algerije · Burkina Faso · Congo-Kinshasa · Egypte · Ghana · Ivoorkust · Kaapverdië · Kameroen · Mali · Marokko · Nigeria · Senegal · Tunesië · Zuid-Afrika

CONCACAF: Canada · Costa Rica · Curaçao · El Salvador · Honduras · Jamaica · Mexico · Panama · Suriname · Verenigde Staten

OFC: Nieuw-Zeeland